# Agave filifera subsp. microceps
Agave filifera subsp. microceps ist eine Unterart der Pflanzenart aus der Gattung der Agaven (Agave). Ein englischer Trivialname ist „Dwarf Thread Agave“.

## Beschreibung
Agave filifera subsp. microceps formt dichte, vielköpfige Rosetten mit einer Wuchshöhe von 20 bis 30 cm und einem Durchmesser von 20 bis 35 cm. Die linealisch bis variabel lanzettenförmig angeordneten, hellgrünen, spitz zulaufenden Blätter sind 12 bis 20 cm lang und 1 bis 2 cm breit. Die weiß-faserigen Blattränder bilden einen bräunlichen oder purpurgrauen breiten Rand.
Der ährenförmige Blütenstand wird 1 bis 1,50 m hoch. Die hellgelben bis grünen Blüten sind 50 bis 55 mm lang und erscheinen paarig am oberen Teil des Blütenstandes.
Die mondförmigen, schwarzen Samen sind 4 bis 4,5 mm lang, bis 2,5 mm breit und bis 1,5 mm dick.
Die Blütezeit reicht von Juni bis Juli.

## Systematik und Verbreitung
Agave filifera subsp. microceps wächst in Mexiko im Bundesstaat Sinaloa in Bergregionen.
Die Erstbeschreibung durch Myron William Kimnach ist 1995 veröffentlicht worden. Synonyme sind Agave filifera var.  compacta Trel. (1914) und Agave microceps (Kimnach) A.Vázquez & Cházaro (2007).
Agave filifera subsp. microceps ist ein Vertreter der Sektion Filiferae. Sie formt schmale Rosetten mit kurzen, breiten Blättern. Die Art ist nahe verwandt mit Agave filifera, jedoch sind Unterschiede in Form, Größe, Blatt- und Blütenstruktur erkennbar. Agave filifera subsp. microceps wird im Huntington Botanic Garden im kalifornischen San Marino kultiviert.